# Metsakasti
Metsakasti är en by i Estland. Den ligger i Viimsi kommun i landskapet Harjumaa, 10 km nordost om huvudstaden Tallinn. Antalet invånare var 772 år 2011.
Metsakasti ligger 16 meter över havet och terrängen runt byn är platt. Runt Metsakasti är det ganska tätbefolkat, med 248 invånare per kvadratkilometer. I omgivningarna runt Metsakasti växer i huvudsak blandskog.
Inlandsklimat råder i trakten. Årsmedeltemperaturen i trakten är 4 °C. Den varmaste månaden är juli, då medeltemperaturen är 18 °C, och den kallaste är januari, med −10 °C.